# Luna Fokke
Pour les articles homonymes, voir Fokke.
Luna Fokke,  née le 9 mars 2001, est une joueuse internationale néerlandaise de hockey sur gazon qui évolue au SV Kampong.

## Carrière
- Elle a fait ses débuts en équipe première le 4 juin 2022 contre l'Angleterre à Londres lors de la Ligue professionnelle 2021-2022[1].

## Palmarès
- : 1re à la Coupe du monde U21 2022.
- : 2e à la Ligue professionnelle 2021-2022.